# Prix littéraires 1979
Liste des prix littéraires décernés au cours de l'année 1979 :

## Prix internationaux
- Prix Nobel de littérature : Odysséas Elýtis (Grèce)[1]
- Grand prix littéraire d'Afrique noire : Lamine Diakhate (Sénégal) pour Chalys d'Harlem[2]
- Grand prix de littérature du Conseil nordique : Ivar Lo-Johansson (Suède) pour Pubertet
- Prix littéraire des Caraïbes : Xavier Orville (France) pour Délice et le fromager
- Prix des Mascareignes : Antoine Abel (Seychelles) pour Une tortue se rappelle ! et Jean-Henri Azéma (France) pour Olographe

## Allemagne
- Prix Georg-Büchner :  Ernst Meister[3]

## Belgique
- Prix Victor-Rossel : Jean Muno pour Histoires singulières

## Canada
- Grand prix du livre de Montréal : Pierre Vadeboncœur pour Les Deux Royaumes
- Prix Athanase-David : Yves Thériault
- Prix du Gouverneur général :
  - Catégorie « Romans et nouvelles de langue anglaise » : Jack Hodgins pour The Resurrection of Joseph Bourne
  - Catégorie « Romans et nouvelles de langue française » : Marie-Claire Blais pour Le Sourd dans la ville
  - Catégorie « Poésie ou théâtre de langue anglaise » : Michael Ondaatje pour There's a Trick with a Knife I'm Learning to Do
  - Catégorie « Poésie ou théâtre de langue française » : Robert Melançon pour Peinture aveugle
  - Catégorie « Études et essais de langue anglaise » : Maria Tippett pour Emily Carr
  - Catégorie « Études et essais de langue française » : Dominique Clift et Sheila McLeod Arnopoulos pour Le Fait anglais au Québec
- Prix Jean-Hamelin : Robert Major pour Parti pris : idéologies et littérature
- Prix Robert-Cliche : Gaëtan Brulotte pour L'Emprise

## Corée du Sud
- Prix de l'Association des poètes coréens : Sung Chan-gyeong
- Prix Dong-in : Cho Se-hui pour La Petite Balle lancée par un nain
- Prix de littérature contemporaine (Hyundae Munhak) :
  - Catégorie « Poésie » : Park Je-chun pour La loi du cœur
  - Catégorie « Roman » : Kim Guk-tae pour 우리 교실의 傳說
  - Catégorie « Drame » : Lee Hyeon-hwa pour 장막「우리들끼리만의 한 번
  - Catégorie « Critique » : Cho Byeong-mu pour 평론집『가설의 옹호
- Prix Woltan : Yi Seong-gyo pour 눈 온날 저녁
- Prix Yi Sang : Oh Jung-hee pour Le Jeu du soir

## Espagne
- Prix Cervantes : Jorge Luis Borges et Gerardo Diego
- Prix Nadal : Carlos Rojas, pour El ingenioso hidalgo Federico García Lorca
- Prix Planeta : Manuel Vázquez Montalbán, pour Los mares del Sur
- Prix national de Narration : Jesús Fernández Santos, pour Extramuros
- Prix national de Poésie : Leopoldo de Luis (es), pour Igual que guantes grises
- Prix national d'Essai : Fernando Sánchez Dragó, pour Gárgoris y Habidis
- Prix national de Littérature infantile et juvénile : Fernando Martínez Gil, pour El río de los castores
- Prix Adonáis de Poésie : Laureano Albán (es) (Costa Rica), pour Herencia del otoño
- Prix Anagrama : non décerné.
- Prix d'honneur des lettres catalanes : Manuel de Pedrolo i Molina (écrivain)
- Journée des lettres galiciennes : Manuel Antonio
- Prix de la critique Serra d'Or :
  - Pere Calders, pour Invasió subtil i altres contes, contes.
  - Maurici Serrahima i Bofill (ca), pour Memòries de la guerra i de l'exili (Vol. I), biographie/mémoire.
  - Josep Albanell i Tortades (ca), pour Ventada de morts', roman.
  - Joan Brossa, pour Poesía escènica 1958-1962. Teatro completo. Vol. III, œuvre complète.
  - Vicent Andrés Estellés, pour la traduction du recueil de poésie Balanç de mar.
  - Joan Ferraté i Soler (ca), pour la traduction du recueil de poésie Poesies, de Cavafy.

## États-Unis
- National Book Award : 
  - Catégorie « Fiction » : Tim O'Brien pour Going After Cacciato (À la poursuite de Cacciato)
  - Catégorie « Essais - Biographie et Autobiographie » : Arthur M. Schlesinger Jr. pour Robert Kennedy and His Times
  - Catégorie « Essais - Histoire » : Richard Beale Davis pour Intellectual Life in the Colonial South, 1585–1763
  - Catégorie « Essais - Pensée actuelle » : Peter Matthiessen pour The Snow Leopard (Le Léopard des neiges)
  - Catégorie « Poésie » : James Merrill pour Mirabell: Books of Number
- Prix Hugo :
  - Prix Hugo du meilleur roman : Le Serpent du rêve (Dreamsnake) par Vonda McIntyre
  - Prix Hugo du meilleur roman court : Les Yeux de la nuit (The Persistence of Vision) par John Varley
  - Prix Hugo de la meilleure nouvelle longue : Hunter's Moon par Poul Anderson
  - Prix Hugo de la meilleure nouvelle courte : Cassandre (Cassandra) par C. J. Cherryh
- Prix Locus :
  - Prix Locus du meilleur roman : Le Serpent du rêve (Dreamsnake) par Vonda McIntyre
  - Prix Locus du meilleur roman court : Les Yeux de la nuit (The Persistence of Vision) par John Varley
  - Prix Locus de la meilleure nouvelle longue : Barbie tuerie (The Barbie Murders) par John Varley
  - Prix Locus de la meilleure nouvelle courte : Écoute l'horloge sonner le temps (Count the Clock that Tells the Time) par Harlan Ellison
  - Prix Locus du meilleur recueil de nouvelles : Persistance de la vision (The Persistence of Vision) par John Varley
- Prix Nebula :
  - Prix Nebula du meilleur roman : Les Fontaines du paradis (The Fountains of Paradise) par Arthur C. Clarke
  - Prix Nebula du meilleur roman court : Enemy Mine par Barry Longyear
  - Prix Nebula de la meilleure nouvelle longue : Les Rois des sables (Sandkings) par George R. R. Martin
  - Prix Nebula de la meilleure nouvelle courte : giAnts par Edward Bryant
- Prix Pulitzer :
  - Catégorie « Fiction » : John Cheever pour The Stories of John Cheever
  - Catégorie « Biographie et Autobiographie » : Leonard Baker pour Days of Sorrow and Pain: Leo Baeck and the Berlin Jews
  - Catégorie « Essai » : Edward O. Wilson pour On Human Nature (L'Humaine nature)
  - Catégorie « Histoire » : Don E. Fehrenbacher pour The Dred Scott Case: Its Significance in American Law and Politics
  - Catégorie « Poésie » : Robert Penn Warren pour Now and Then
  - Catégorie « Théâtre » : Sam Shepard pour Buried Child (L'Enfant enfoui)

## Finlande
- Prix Aleksis-Kivi : non décerné
- Prix Kalevi-Jäntti : Arto Melleri pour Schlaageriseppele
- Prix Eino-Leino : Mirkka Rekola
- Prix national de littérature : Claes Andersson pour Diktarmoran och andra dikter, Kaarina Helakisa pour Ainakin miljoona sinistä kissaa
- Prix littéraire de la ville de Tampere : Olli Jalonen pour Sulkaturkki
- Prix Tollander : Anna Bondestam
- Prix Rudolf-Koivu : Kaarina Kaila pour  Lumijoutsen de  Marja-Leena Mikkola
- Prix Topelius : Tuula Kallioniemi pour Toivoton tapaus?
- Prix Mikael-Agricola : Seppo Loponen
- Médaille Anni-Swan : Leena Krohn pour Ihmisen vaatteissa
- Prix d'écriture Juhana-Heikki-Erkko : Jari Tervo
- Prix Juhana-Heikki-Erkko : Ari Ahola pour Rajan miehet
- Médaille Kiitos kirjasta : Märta Tikkanen pour Vuosisadan rakkaustarina
- Prix Arvid-Lydecken : Camilla Mickwitz pour Jason muuttaa maasta
- Prix Kaarle : Mauri Sariola
- Prix Pehr-Evind-Svinhufvud : Ilmari Turja pour Jääkäri Ståhl
- Prix du grand club du livre finlandais : Erno Paasilinna
- Prix Pirkanmaan-Plättä : Anneli Toijala pour Filmaus seis!
- Prix Waltari : Antti Tuuri
- Prix Väinö Linna : Hannu Salama

## France
- Prix Goncourt : Pélagie-la-Charrette d'Antonine Maillet, (Grasset)
- Prix Médicis : La Nuit zoologique de Claude Durand, (Grasset)
- Prix Femina : Le Guetteur d'ombre de Pierre Moinot, (Gallimard)
- Prix Renaudot : Affaires étrangères de Jean-Marc Roberts, (Seuil)
- Prix Interallié : Les Russkoffs de François Cavanna, Belfond
- Grand prix de littérature de l'Académie française : Antoine Blondin
- Grand prix du roman de l'Académie française : L'Adieu à la femme sauvage d'Henri Coulonges
- Prix des Deux Magots : Le Bal des débutantes de Catherine Rihoit
- Prix France Culture : Souvenirs de Reims de Roger Laporte
- Prix du Livre Inter : Béatrix Beck pour La Décharge (Le Sagittaire)
- Prix des libraires : La Mort viennoise de Christiane Singer
- Prix du Quai des Orfèvres : Julien Vartet pour Le Déjeuner interrompu
- Prix mondial Cino-Del-Duca : Jean Hamburger

## Italie
- Prix Strega : Primo Levi, La chiave a stella (Einaudi)
- Prix Bagutta : Mario Rigoni Stern, Storia di Tönle, (Einaudi)
- Prix Campiello : Mario Rigoni Stern, Storia di Tonle, (Einaudi)
- Prix Napoli : Marcello Venturi, Il padrone dell'agricola, (Rizzoli)
- Prix Stresa : non décerné
- Prix Viareggio : Giorgio Manganelli, Centuria

## Monaco
- Prix Prince-Pierre-de-Monaco : Daniel Boulanger[4]

## Royaume-Uni
- Prix Booker : Penelope Fitzgerald pour Offshore (À la dérive)
- Prix James Tait Black :
  - Fiction : William Golding pour Darkness Visible (Parade sauvage)
  - Biographie : Brian Finney pour Christopher Isherwood: A Critical Biography
- Prix WH Smith : Mark Girouard pour Life in the English Country House
- Prix John-Llewellyn-Rhys : The Shining Mountain de Peter Boardman
- Médaille Carnegie : Peter Dickinson pour Tulku
- Prix Rose-Mary-Crawshay : 
  - Elizabeth Murray pour Caught in the Web of Words.
  - Joan Rees pour Shakespeare and the Story
- Prix Somerset-Maugham : Helen Hodgman pour Jack & Jill

## URSS
- Prix Andreï-Biély : Elena Schwarz